# Toivo Tarjanne
Toivo Tarjanne (till 1906 Törnqvist), född 8 februari 1893 i Helsingfors, död 23 augusti 1988, var en finländsk jurist och ämbetsman.
Tarjanne, som var son till professor Onni Tarjanne och Josefina Margareta Weijola, blev student 1910, filosofie kandidat och filosofie magister 1914, juris utriusque kandidat 1921 och vicehäradshövding 1923. Han var extra föredragande i Högsta förvaltningsdomstolen 1930–1931, yngre regeringssekreterare i handels- och industriministeriet 1931–1932, äldre justitiekanslersekreterare 1932–1942, direktör för Helsingfors skatteberedningsverk 1942–1943, förvaltningsråd och ledamot av Högsta domstolen 1943, landshövding i Vasa län 1943–1944, justitiekansler 1944–1950 samt president i Högsta domstolen och ordförande i Riksrätten 1950–1963.
Tarjanne var statsrevisorns sekreterare 1931–1932, statens förlikningsman för kollektiva arbetstvister i första distriktet 1935–1942 och ordförande i Helsingfors inkomst- och förmögenhetsskattenämnd och arvsskattenämnd 1942–1943. Han var ordförande i styrelsen för Studentkåren vid Helsingfors universitet 1917–1918.

## Utmärkelser
- Kommendörstecknet av Finlands Vita Ros’ orden,  1941[1]
- Kommendörstecknet av I klass av Finlands Vita Ros’ orden,  1946[1]
- Storkorset av Finlands Vita Ros’ orden,  1951[1]
- Jugoslaviska fanans orden med band,  1964[1]

[Redigera Wikidata]